# Beauty Never Lies
 (срп. Цео свет је мој, досл. Лепота никад не лаже) сингл је српске певачице Бојане Стаменов којим је представљала Србију на Песми Евровизије 2015. у Бечу. 
Песма је премијерно изведена у српској верзији 15. фебруара 2015. у специјалној емисији на првом програму Радио-телевизије Србије Одбројавање за Беч. Песму је компоновао Владимир Граић, док је текст српске верзије написала Леонтина Вукомановић. Текст за енглеску верзију песме која је и изведена у Бечу написао је амерички текстописац Чарли Мејсон, који је уједно радио и текст за песму Rise Like a Phoenix, којом је Аустријанка Кончита Вурст годину дана раније победила на Песми Евровизије. Поред српске и енглеске верзије, песма је објављена на још три језичке верзије, и то на француском (фр. Le monde entier est à moi), шпанском (шп. El Mundo Entero Es Mío) и немачком језику, а такође су урађене и две ремикс-верзије те верзија на међународном знаковном језику. Немачка верзија је специфична по томе што су унутар ње уклопљени делови са јодловањем. У сврху промоције песме снимљена су и два видео-спота; први представља колаж на ком су представљени инсерти фанова песме из целог света, док је званични спот сниман у Дворцу Дунђерски.
Песма представља комбинацију поп и денс музике и говори о томе да је унутрашња лепота управо оно што чини сваког човека онаквим какав он у ствари и јесте. На Евровизији први пут је изведена у оквиру првог полуфинала 19. маја, где се као 9. пласирана са 63 освојена бода квалификовала у финале које је одржано 4 дана касније. У финалу, Бојана Стаменов је са укупно 53 бода освојила 10. место. Поред Бојане, на сцени у Бечу појавила су се још и 4 пратећа вокала — Марко Николић, Сашка Јанковић, Сања Богосављевић и Оливер Катић.